# 15. oktober
15. oktober je 288. dan leta (289. v prestopnih letih) v gregorijanskem koledarju. Ostaja še 77 dni.

## Dogodki
- 533 – bizantinski general Belizar vkoraka v Kartagino, potem ko jo je prevzel Vandalom
- 1552 – enote Ivana Groznega osvojijo Kazanski kanat
- 1821 – ustanovljen Deželni muzej v Ljubljani
- 1880 – dokončana katedrala v Kölnu
- 1894 – aretiran Alfred Dreyfus, začetek afere Dreyfus
- 1914 – Nemci zavzamejo Ostend; vlada Belgije se preseli v Le Havre (Francija)
- 1915 – Francija in Združeno kraljestvo napovesta vojno Bolgariji
- 1944: 
  - v Loparju je ustanovljen prvi partizanski slovenski mornariški odred - Mornariški odred Koper
  - madžarski regent Miklós Horthy zaprosi za premirje; oblast prevzame nemški okupator
- 1964 – po odstavitvi Hruščova postane Leonid Brežnjev prvi sekretar KPSZ
- 1975 – slovenska odprava »osvoji« prvi osemtisočak - Makalu

## Rojstva
- 70 pr. n. št. – Vergil, rimski pesnik († 19 pr. n. št.)
- 1176 – Leopold VI., vojvoda Štajerske in Avstrije († 1230)
- 1265 – Temür Kan/cesar Čengzong, mongolski vrhovni kan, kitajski cesar dinastije Yuan († 1307)
- 1290 – Ana Pržemislovna, češka kraljica († 1313)
- 1542 – Akbar, indijski mogul († 1605)
- 1608 – Evangelista Torricelli, italijanski fizik, matematik († 1647)
- 1814 – Mihail Jurjevič Lermontov, ruski pisatelj, pesnik († 1841)
- 1829 – Asaph Hall, ameriški astronom († 1907)
- 1844 – Simon Gregorčič, slovenski pesnik († 1906)
- 1844 – Friedrich Wilhelm Nietzsche, nemški filozof († 1900)
- 1872 – Kido Okamoto, japonski dramatik († 1939)
- 1894 – Moše Šertok - Moše Šaret, izraelski predsednik vlade († 1965)
- 1920 – Mario Puzo, ameriški pisatelj italijanskega rodu († 1999)
- 1923 – Italo Calvino, italijanski pisatelj, novinar kubanskega rodu († 1985)
- 1926 – Michel Foucault, francoski filozof († 1984)
- 1944 – Sali Berisha, albanski politik
- 1955 – Tanya Roberts, ameriška igralka in producentka († 2021)
- 1971 – Niko Kovač, hrvaški nogometaš
- 1976 – Duško Pavasovič, slovenski šahist
- 1977 – David Trezeguet, francoski nogometaš
- 1983 – Bruno Senna, brazilski avtomobilski dirkač
- 1986 – Carlo Janka, švicarski alpski smučar
- 1987 – Ott Tänak, estonski voznik relija
- 1988 – Mesut Özil, nemški nogometaš
- 1997 – Andreja Slokar, slovenska smučarka

## Smrti
- 898 – Lambert II. Spoletski, vojvoda Spoleta in cesar Svetega rimskega cesarstva (* ok. 880)
- 961 – Abd Ar-Rahman III., omajadski kalif Kordove (* 889)
- 1080 – Rudolf Rheinfeldški, švabski vojvoda, nemški protikralj (* 1025)
- 1173 – Petronila Aragonska, kraljica Aragonije in grofica Barcelone (* 1136)
- 1243 – Hedvika Andeška, šlezijska vojvodinja, poljska nadvojvodinja, svetnica (* 1174)
- 1326 – Walter de Stapledon, angleški diplomat, škof Exterja (* 1261)
- 1389 – papež Urban VI. (* 1318)
- 1404 – Marija Valoiška, francoska princesa, vojvodinja Bara (* 1344)
- 1589 – Giacomo Zabarella, italijanski filozof, logik (* 1532)
- 1605 – Džalaludin Muhamad Akbar, indijski mogul (* 1542)
- 1654 – Andreas Vesalius, belgijski (flamski) anatom, kirurg (* 1514)
- 1684 – Géraud de Cordemoy, francoski filozof in zgodovinar (* 1626)
- 1788 – Samuil Karlovič Grejg, ruski admiral (* 1735)
- 1817 – Tadeusz Kościuszko, poljski častnik, državnik (* 1746)
- 1838 – Letitia Elizabeth Landon, angleška pesnica, pisateljica (* 1802)
- 1852 – Friedrich Ludwig Jahn, nemški pedagog, patriot (* 1778)
- 1917 – Mata Hari, nizozemska plesalka, vohunka (* 1867)
- 1926 – Franz Serafin Exner, avstrijski fizik (* 1849)
- 1927 – Ivan Franke, slovenski slikar, konzervator (* 1841)
- 1934 – Raymond Poincaré, francoski politik (* 1860)
- 1964 – Cole Porter, ameriški skladatelj (* 1891)
- 2000 – Konrad Emil Bloch, nemško ameriški biokemik, nobelovec 1964 (* 1912)
- 2018 – Arto Paasilinna, finski pisatelj (* 1942)

## Prazniki in obredi
- mednarodni dan bele palice